# Лазар Єленовський
Лазар Єленовський (мак. Лазар Еленовски; нар. 19 березня 1971, Скоп'є) — міністр оборони Республіки Македонії з 2006 по 2008 рік. Член СДСМ з 1992 року.

## Освіта
Закінчив факультет економіки Університету св. Кирила і Мефодія в Скоп'є, де він навчався в аспірантурі в галузі економічного розвитку та міжнародних фінансів.
Говорить македонською, албанською, англійською, сербською та хорватською мовами.

## Кар'єра
З березня 2001 по грудень 2005 року він був генеральним секретарем Євро-Атлантичного клубу Македонії та в грудні 2005 року був обраний головою Євро-Атлантичної ради Македонії.
У серпні 2006 року призначений міністром оборони Республіки Македонії. Він оголосив, що однією з його цілей є приєднання Македонії до НАТО. У липні 2008 року залишив посаду міністра, а в серпні того ж року він був знову обраний головою Євро-Атлантичної ради Македонії.

## Сім'я
Одружений, має одну дитину. Батько — етнічний македонець, мати — албанка.